# Choerodon cyanodus
Choerodon cyanodus är en fiskart som först beskrevs av Richardson, 1843.  Choerodon cyanodus ingår i släktet Choerodon och familjen läppfiskar. IUCN kategoriserar arten globalt som livskraftig. Inga underarter finns listade i Catalogue of Life.